# Great house (pueblo)
Pour les articles homonymes, voir Great house.

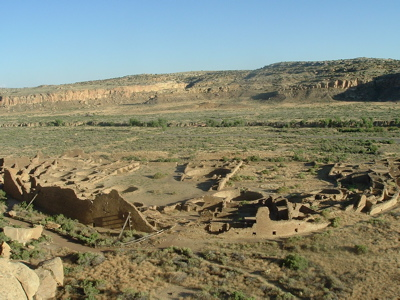
Pueblo Bonito, dans le Chaco Canyon

Une grande maison (en anglais : great house) est une grande structure ancestrale puebloenne à plusieurs étages construite entre 850 et 1150. Alors que le terme « great house » fait généralement référence aux structures du Chaco Canyon, elles se trouvent aussi dans des endroits plus au nord du bassin de San Juan, compris la région de Mesa Verde (en). Le but des structures n'est pas clair, mais elles peuvent avoir servi à abriter un grand nombre de personnes, chefs religieux ou membres de la royauté. Elles ont été conçues et construites pour fournir un abri aux habitants dans un climat aride et avaient des murs de protection et de petites fenêtres.

## Histoire et objectif
La construction de grandes maisons a prospéré à la fin du XIe siècle et au début du XIIe siècle et peut avoir commencé dès 800. Les Mesa Verdeans construisaient généralement leurs grandes maisons sur le site d'anciens villages. Les premiers exemples de structures similaires aux grandes maisons ont été trouvés le long de la rivière Mimbres (en) au Nouveau-Mexique.
Les archéologues divergent quant à leur objectif, mais elles auraient pu être des résidences pour un grand nombre de personnes ou des centres cérémoniels que seuls des prêtres occupaient. L'archéologue Stephen H. Lekson proposa qu'elles auraient pu être les palais de la royauté de Puebloan, en particulier celles trouvées à Chaco Canyon. De plus, la région de Chaco Canyon était un centre commercial régional et environ la moitié de la superficie totale des structures étaient des halles de stockage.

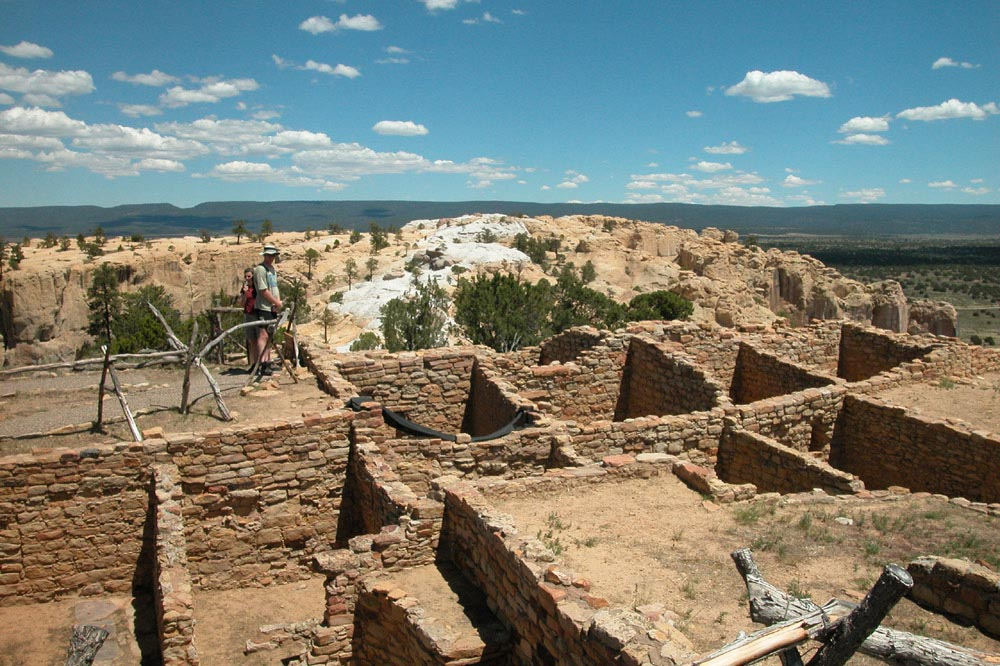
Ruines des murs de l'ancienne structure Pueblo du monument national El Morro.

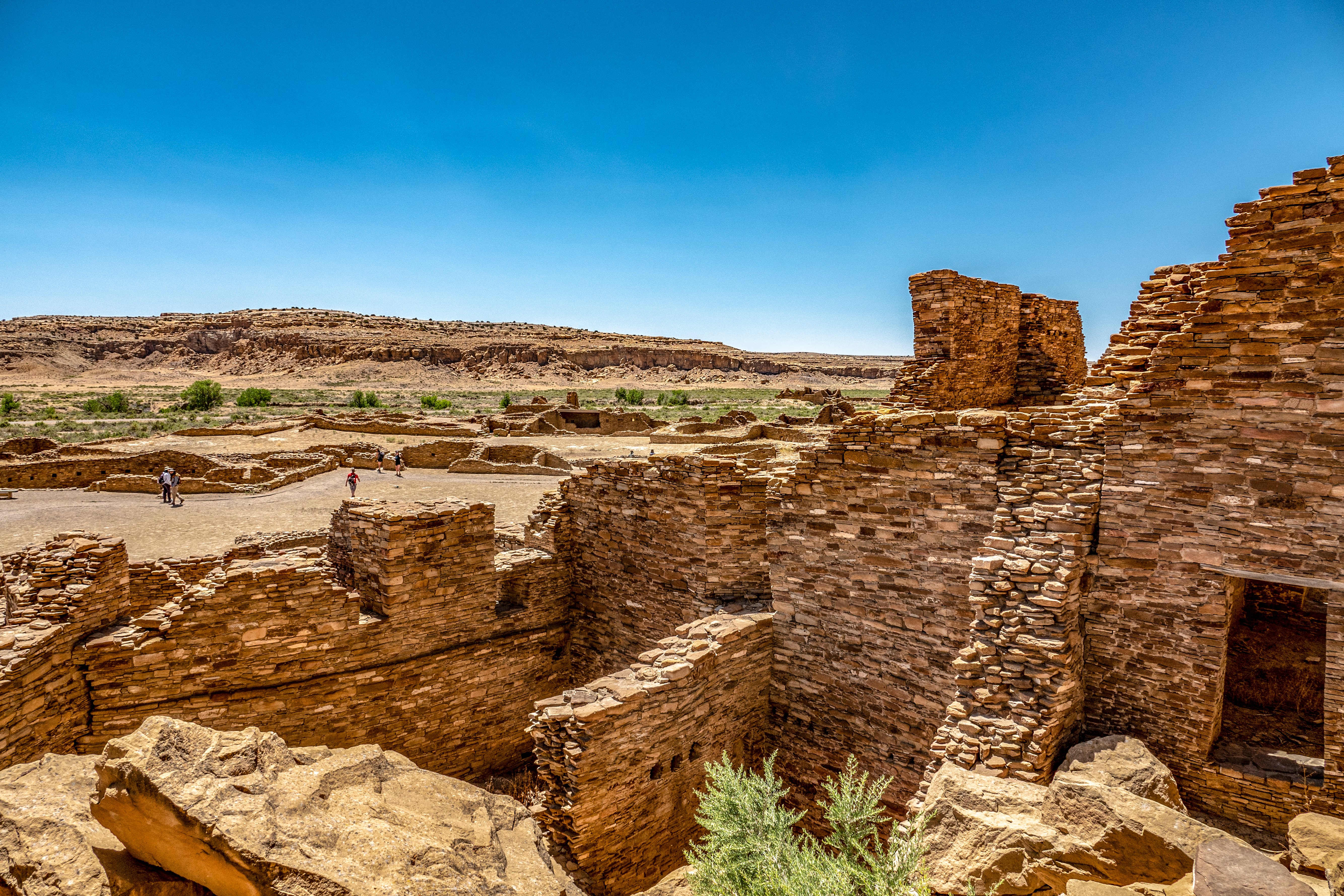
Pueblo Bonito, montrant la composition des murs.

## Conception
Les espaces étaient généralement divisés en quatre sections alignées sur les directions cardinales, qui avaient une signification religieuse. Les grandes maisons de Pueblo Alto (en) étaient alignées le long d'un axe nord-sud. Les entrées des structures étaient généralement orientées au sud ou au sud-est ; fournissant de l'ombre du soleil d'été et de la chaleur du soleil d'hiver. L'arrière des bâtiments a été joint avec un grand mur pour fournir un abri du vent. Au centre de la structure se trouvait une place destinée à servir de centre communautaire. Il était également courant d'avoir des terrains de jeu (en) et des Monticules de plateforme (en).
Les structures utilisaient des murs épais, de petites entrées et de petites fenêtres pour aider à protéger les habitants dans un environnement aride. Les murs ont été construits avec de la pierre et des enduits en adobe. Les toits étaient en bois et ont pourri plus rapidement que les murs qui les supportaient.

## Influence
L'architecte et designer américaine Mary Colter (1869-1958) a conçu des bâtiments dans le Sud-Ouest, compris Hopi House, qui ont été modelés sur les grandes maisons de puebloennes et construits pour fournir un abri aux visiteurs et une référence pour l'échelle. Hopi House était son premier travail dans la région du Grand Canyon, achevé en 1904, et fut construit avant que la zone ne soit dédiée comme parc national.